# 山梨県道12号韮崎南アルプス中央線
山梨県道12号韮崎南アルプス中央線（やまなしけんどう12ごう にらさきみなみアルプスちゅうおうせん）は、山梨県韮崎市から同県南アルプス市を経て同県中央市に至る県道（主要地方道）である。

## 概要
2003年（平成15年）4月1日に山梨県中巨摩郡櫛形町が合併により南アルプス市に、2006年（平成18年）2月20日に山梨県東八代郡豊富村が合併により中央市となったことに伴い、路線名が韮崎櫛形豊富線から現在の韮崎南アルプス中央線に変更された。
新山梨環状道路の南部区間の一部である南アルプスインターチェンジから釜無川大橋までの区間も当路線の地域高規格道路区間として建設されている（バイパス区間）。
韮崎市区間は、国道20号から穴山橋北で分かれる形で始まり、国道20号は穴山橋で釜無川を渡り、県道12号は釜無川の西岸を徐々に鳳凰三山の方向へ向かう。韮崎市区間は基本的に徳島堰と並行する形で敷かれており、旧道は堰の隣を完全に並走する形であった。旧道は小型車同士でも離合が困難な1〜1.5車線区間が延々と続いていたうえ、昭和50年代に入っても堰にガードレールが敷設されていない区間があり、さらに沿線は砂利運搬のダンプが頻繁に通行する、地元住民であっても危険な道路であった。
その後、旧道のガードレール敷設に加え、抜本的対策として旧道の一段下の田園地帯に旭バイパスが山梨県立北病院付近から武田八幡宮まで断続的に建設され、新道への付け替えが行われた。また武田八幡宮から北の区間についても順次狭隘な区間に限り新道への付け替えが行われ、韮崎市域においては全線で中央線のある2車線道路となった。
南アルプス市区間は、御勅使川を渡ってから始まる。旧道は韮崎市区間同様、徳島堰に添う形で東側へ折れ曲がっていたが、やはり1車線の狭隘区間であることから西側の山縁を直線で抜ける路線が県道指定されている。山梨県道20号甲斐早川線が分岐する源交差点から、山梨県道107号飯野新田白根線が分岐する新町交差点まで1.5車線区間となって道幅が狭くなり、その後2車線に回復すると飯野、曲輪田、在家塚といった徳島堰で開墾された新田地帯を南進し、旧櫛形町小笠原で国道52号と合流する。国道52号と少しだけ共有区間となり、徳島堰を集合した滝沢川を国道52号が橋で南進するのに対し、本線は川の北辺を方向を変えて東進して徐々に中央市方面へと向かう。
櫛形大橋東詰交差点にて中部横断自動車道南アルプスインターチェンジへ向かうバイパス区間（新山梨環状道路）が東へ分岐する。バイパス区間はインターチェンジを過ぎたあたりから高規格道路となって比較的まっすぐに東進し、中央市のNECコンピュータテクノの工場で山梨県道29号甲府中央右左口線に路線名が変わるまで一度も現道と離合しない。現道は南東へと釜無川方面へ向かうが、この先の区間は歩道が無く中央線も無い2車線道路となり、交通量も増える。
中央市区間は釜無川を渡ってから始まり、しばらく交通量が多い市街地を走った後、身延線東花輪駅と正面で相対すると駅前を鍵字で反れて身延線と交差する。その後、住宅街を東進し、乙黒の交差点で右折して県道29号と共有区間となり、笛吹川を豊積橋で渡った豊積橋南交差点で終点となる。

### 路線データ
- 起点 : 山梨県韮崎市円野町下円井（円野郵便局前交差点、国道20号交点）
- 終点 : 山梨県中央市浅利（豊積橋南交差点、国道140号交点）
- 路線延長 : 約32.6 km

## 路線状況

### バイパス
- 旭バイパス（韮崎市神山町 - 旭町）

### 重複区間
- 山梨県道20号甲斐早川線（南アルプス市有野・芦安入口交差点 - 源交差点）
- 山梨県道42号韮崎南アルプス富士川線（富士川街道）
- 山梨県道29号甲府中央右左口線（中央市乙黒・乙黒交差点 - 中央市浅利・豊積橋南交差点）

## 地理

### 通過する自治体
- 山梨県
  - 韮崎市 - 南アルプス市 - 中央市

### 交差する道路
- 国道20号（韮崎市円野町下円野・円野郵便局前交差点、起点）
- 山梨県道602号武田八幡神社線（韮崎市神山町・武田八幡宮入口交差点）
- 山梨県道613号甘利山公園線（韮崎市・甘利山入口交差点）
- 山梨県道20号甲斐早川線（南アルプス市有野・芦安入口交差点）
- 山梨県道20号甲斐早川線（南アルプス市有野・源交差点）
- 山梨県道107号飯野新田白根線（南アルプス市飯野新田・新町交差点）
- 山梨県道110号桃園市之瀬線（南アルプス市曲輪田・曲輪田入口交差点）
- 山梨県道42号韮崎南アルプス富士川線 富士川街道・山梨県道5号甲府南アルプス線（南アルプス市小笠原・小笠原橋北詰交差点）
- 国道52号甲西道路（南アルプス市十日市場交差点）
- 山梨県道26号富士川南アルプス線・山梨県道118号南アルプス甲斐線（南アルプス市藤田・浅原橋西詰交差点）
- 山梨県道3号甲府市川三郷線 昭和バイパス（中央市西花輪・浅原橋東詰交差点）
- 山梨県道3号甲府市川三郷線（中央市西花輪・西花輪交差点）
- 山梨県道29号甲府中央右左口線（中央市乙黒）
- 国道140号（中央市浅利・豊積橋南交差点、終点）

旭バイパス
- 新山梨環状道路
国道52号甲西道路
中部横断自動車道南アルプスインターチェンジ
若草ランプ：山梨県道118号南アルプス甲斐線
釜無川大橋
田富西ランプ：山梨県道3号甲府市川三郷線
田富東ランプ：山梨県道3号甲府市川三郷線
玉穂西ランプ
玉穂中央ランプ：山梨県道29号甲府中央右左口線
- 山梨県道29号甲府中央右左口線（甲府市大津町）

### 沿線
- 韮崎市
  - 王仁塚の桜
  - 韮崎市立韮崎北西小学校
  - 清哲郵便局
  - 武田八幡宮
  - 願成寺
  - 山梨県立北病院
- 南アルプス市
  - 御勅使南公園
  - 桃源フルーツライン
  - 南アルプス市立白根源小学校
  - 春仙美術館
  - 南アルプス市立櫛形中学校
  - 南アルプス市役所
  - 南アルプス消防署
  - 南アルプス市立若草中学校
  - 南アルプス市立若草南小学校
- 中央市
  - 東花輪駅